# Nighthawks (film)
Nighthawks is een Amerikaanse actiefilm uit 1981 onder regie van Bruce Malmuth. De hoofdrollen worden vertolkt door Sylvester Stallone en Rutger Hauer. De film was het Amerikaans filmdebuut voor Rutger Hauer.

## Verhaal
De politiemannen Deke DaSilva (Sylvester Stallone) en Matthew Fox werken elke nacht samen in The Bronx om criminelen op te pakken; dit verandert als ze worden overgeplaatst naar terrorismebestrijding. In Londen wordt door een onbekende een bom in een winkel geplaatst die vele slachtoffers maakt. Peter Hartman, een agent van Interpol, is er zeker van dat de aanslag een terroristische actie is van Wulfgar (Rutger Hauer), een man die hij al jaren tracht op te sporen. Hartman heeft vermoedens dat Wulfgar naar New York zal komen om een aanslag te plegen. Hij heeft hierin gelijk, want Wulfgar gaat naar New York, maar eerst laat hij een plastisch chirurg zijn gezicht verbouwen om zo onherkenbaar te zijn. Wulfgar heeft tevens een assistente: Shakka Holland.
De beste politiemannen van het land worden door Interpol getraind om alles te leren over terrorisme en de persoon Wulfgar. Deke DaSilva en Matthew Fox zijn er hier twee van. Wulfgar is ondertussen al in New York beland en geniet van het nachtleven in de stad. Door de trainingen van Interpol weet DaSilva Wulfgar te herkennen in een nachtclub en een lange achtervolging volgt hierop. Wulfgar weet te ontsnappen en hij verwondt de partner van DaSilva licht.

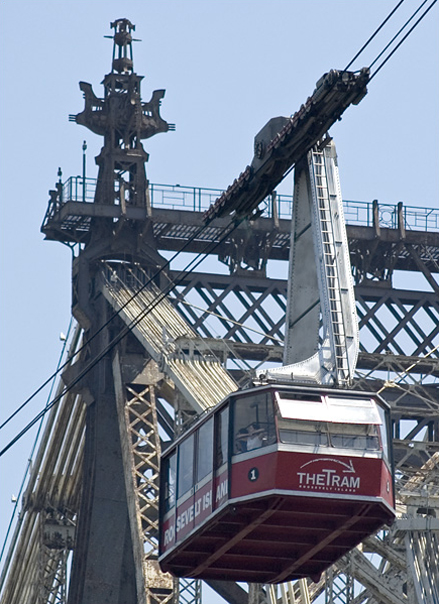
De gekaapte kabelbaan

Wulfgar maakt vervolgens plannen om een kabelbaan met daarin vertegenwoordigers van de VN te kapen. Dit lukt en hij eist van de politie dat er een bus moet klaarstaan waarmee hij kan wegrijden met de gijzelaars, degene die de bus moet berijden is DaSilva. De politie stemt ermee in. Wulfgar en Shakka lopen naar de bus toe met de gijzelaars om hen heen. Door een truc van DaSilva weet een scherpschutter Shakka door het hoofd te schieten. Wulfgar ontsnapt op miraculeuze wijze met de bus en stort met het voertuig in de East River. Na onderzoek in de rivier is er geen spoor van Wulfgar te vinden.
De politie heeft ondertussen de verblijfplaats van Shakka en Wulfgar gevonden. Ze zien dat hij veel informatie had over DaSilva en zijn ex-vrouw. DaSilva weet nu wat Wulfgar van plan is en hij gaat snel naar het huis van zijn ex-vrouw. Wulfgar weet op uiterst secure wijze in het huis te komen. Hij staat achter de ex-vrouw van DaSilva met een mes klaar om haar te vermoorden. Ineens draait de vrouw zich om en het blijkt DaSilva te zijn met een pruik op. DaSilva schiet tweemaal en Wulfgar valt dood neer.

## Rolverdeling
| Acteur             | Personage      | Opmerkingen                                            |
| ------------------ | -------------- | ------------------------------------------------------ |
| Sylvester Stallone | Deke DaSilva   | De held van het verhaal. Zeer moedig.                  |
| Rutger Hauer       | Wulfgar        | De schurk van het verhaal. Sadistisch en meedogenloos. |
| Billy Dee Williams | Matthew Fox    | Het hulpje van DaSilva.                                |
| Nigel Davenport    | Peter Hartman  | De specialist op het gebied van terrorisme.            |
| Persis Khambatta   | Shakka Holland | De compagnon van Wulfgar.                              |
| Lindsay Wagner     | Irene          | De ex-vrouw van DaSilva.                               |

## Ontvangst
Ondanks dat de film goede kritieken kreeg werd het geen commercieel succes. Het budget van $5 miljoen werd wel terugverdiend. In Noord-Amerika bracht de film $14,9 miljoen op en in de rest van de wereld ongeveer $5 miljoen wat een totaal van $19,9 miljoen maakt. In vele bladen werden de acteurscapaciteiten van Rutger Hauer geprezen, waaronder in The New York Times.
Sylvester Stallone zei over de film dat de mensen zich indertijd geen voorstelling konden maken van terrorisme. Tevens prees hij het acteerwerk van tegenspeler Rutger Hauer.